# Insenatura Mobiloil
L'insenatura Mobiloil (in inglese Mobiloil Inlet) è un'insenatura larga circa 32 km all'imboccatura, situata sulla costa di Bowman, nella parte sud-orientale della Terra di Graham, in Antartide. L'insenatura si estende dai picchi Rock Pile alla penisola Hollick-Kenyon ed è completamente ricoperta da quello che rimane della piattaforma glaciale Larsen C.
All'interno dell'insenatura, o comunque della cale situate sulla sua costa, si gettano, andando al alimentare la suddetta piattaforma, diversi ghiacciai, tra cui il ghiacciaio Maitland.

## Storia
L'insenatura Mobiloil fu scoperta da Sir Hubert Wilkins che lo fotografò durante una ricognizione per aerea effettuata il 20 dicembre 1928. Proprio Wilkins la battezzò con il nome attuale in onore di un prodotto della Vacuum Oil Company, una compagnia petrolifera australiana. In seguito essa fu nuovamente fotografata il 21 e il 23 novembre 1935 Lincoln Ellsworth, le cui immagini contribuirono alla completa mappatura della formazione.